# Torres de Santa Cruz

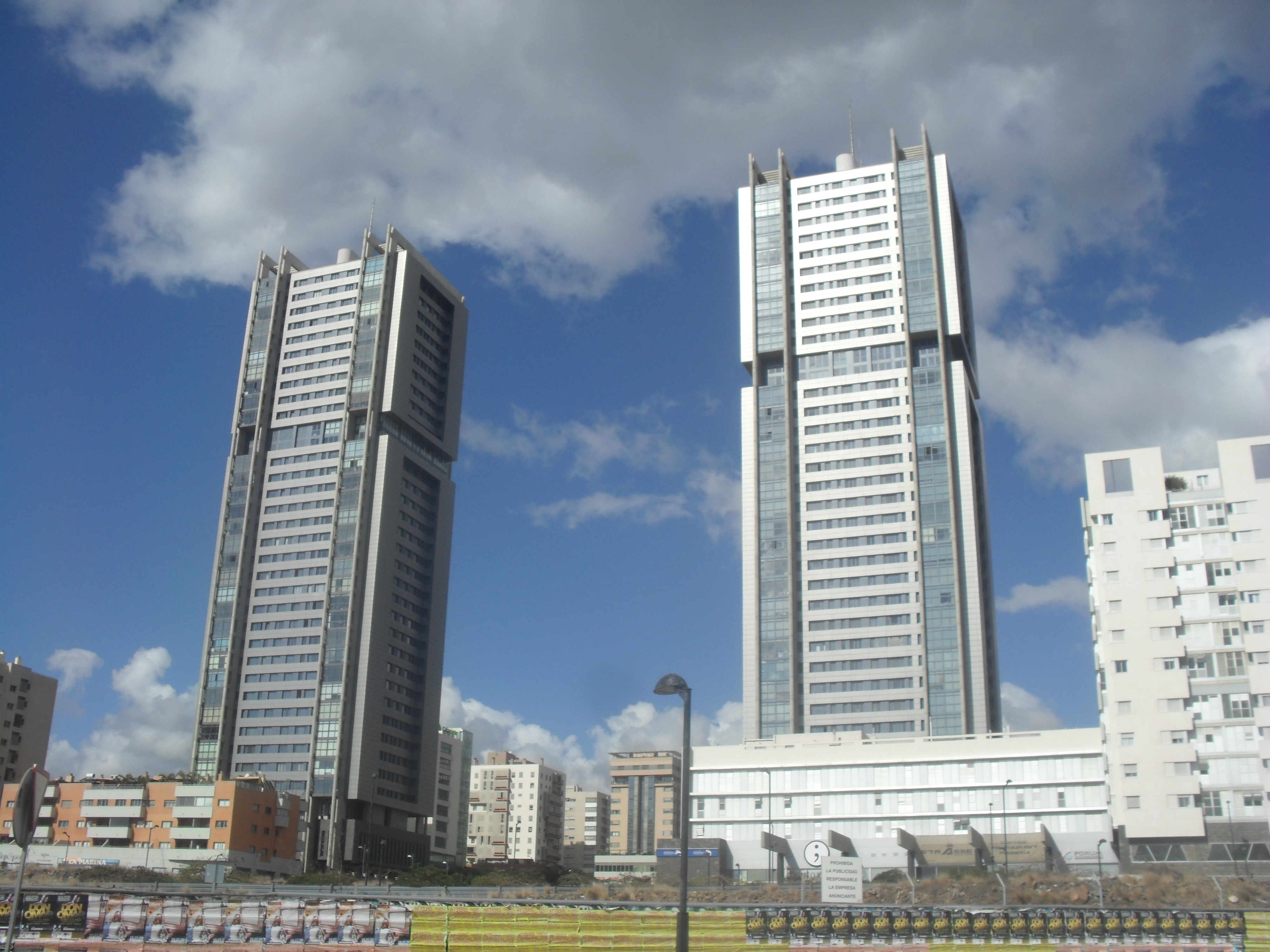
Torres de Santa Cruz

As Torres de Santa Cruz estão localizadas na cidade de Santa Cruz de Tenerife (Ilhas Canárias, Espanha).
Eles são os edifícios mais altos da cidade e das ilhas Canárias, 120 metros de altura. Até 2010 eles também foram os mais altos edifícios residenciais na Espanha,

## Os edifícios
O complexo é composto por duas torres gêmeas de 41.753 metros quadrados, das quais 9.613 metros são subterrâneas e 32.140 metros quadrados estão acima do solo. Uma peculiaridade é que esses edifícios não foram construídos ao mesmo tempo. A Torre I foi construído em 2004 e da Torre II em 2006, embora a remodelação do site tenha começado em 2001. Após os ataques de 11 de setembro, a construção das Torres de Santa Cruz foi paralisada há alguns anos. A Torre I foi construída pela empresa construtora Ferrovial, enquanto a Torre II foi construída pela empresa Candesa.
As placas de aço originais que deveriam ser usadas para o revestimento dos edifícios tiveram que ser substituídas por placas mais fortes como resultado do Tempestade tropical Delta em novembro de 2005. As placas da Torre I (Torre II ainda estava em construção ) correu para a rua devido a fortes rajadas de vento (atingiu até 140 km/h na costa). Isso motivou que a Torre II fosse coberta durante a sua construção, com um sistema de placas de aço inoxidável com ancoragem mais forte do que antes e com uma fixação muito mais resistente. Posteriormente, um telhado semelhante foi instalado na fachada da Torre I, que sofreu a força do furacão.
As Torres de Santa Cruz são consideradas um símbolo da cidade, ao lado do Auditório de Tenerife e ambos, como dois dos melhores emblemas do desenvolvimento econômico das Ilhas Canárias. Precisamente, o auditório fica ao lado dessas duas torres.

## Records
- Eles são os maiores arranha-céus na cidade de Santa Cruz de Tenerife e Ilhas Canárias.
- Entre 2004 e 2010 foram o maior edifício residencial em Espanha,[1] atualmente ocupa o terceiro lugar nesta categoria.
- Na época de sua construção, o complexo era o edifício mais alto oitavo na Espanha, atualmente o número um quinze avos.
- Elas são as mais altas torres gêmeas em Espanha (6 metros além do Puerta de Europa em Madrid).
- Eles são os primeiros edifícios nas Ilhas Canárias possuem um par de antenas de grande porte.
- Eles são os edifícios mais altos em Espanha fora da Península Ibérica.
- Eles foram os primeiros edifícios nas Ilhas Canárias, que entraram na lista dos mais altos arranha-céus da Espanha.

## Na cultura popular
- No filme Rambo V: Last Blood da 2019, filmado em parte em Santa Cruz de Tenerife, existem várias sequências panorâmicas da cidade onde se destacam as Torres de Santa Cruz e o Auditório de Tenerife.[5]

- Em 2022, algumas cenas da série americana Jack Ryan foram filmadas nas Torres de Santa Cruz.[6]

## Galeria de fotos

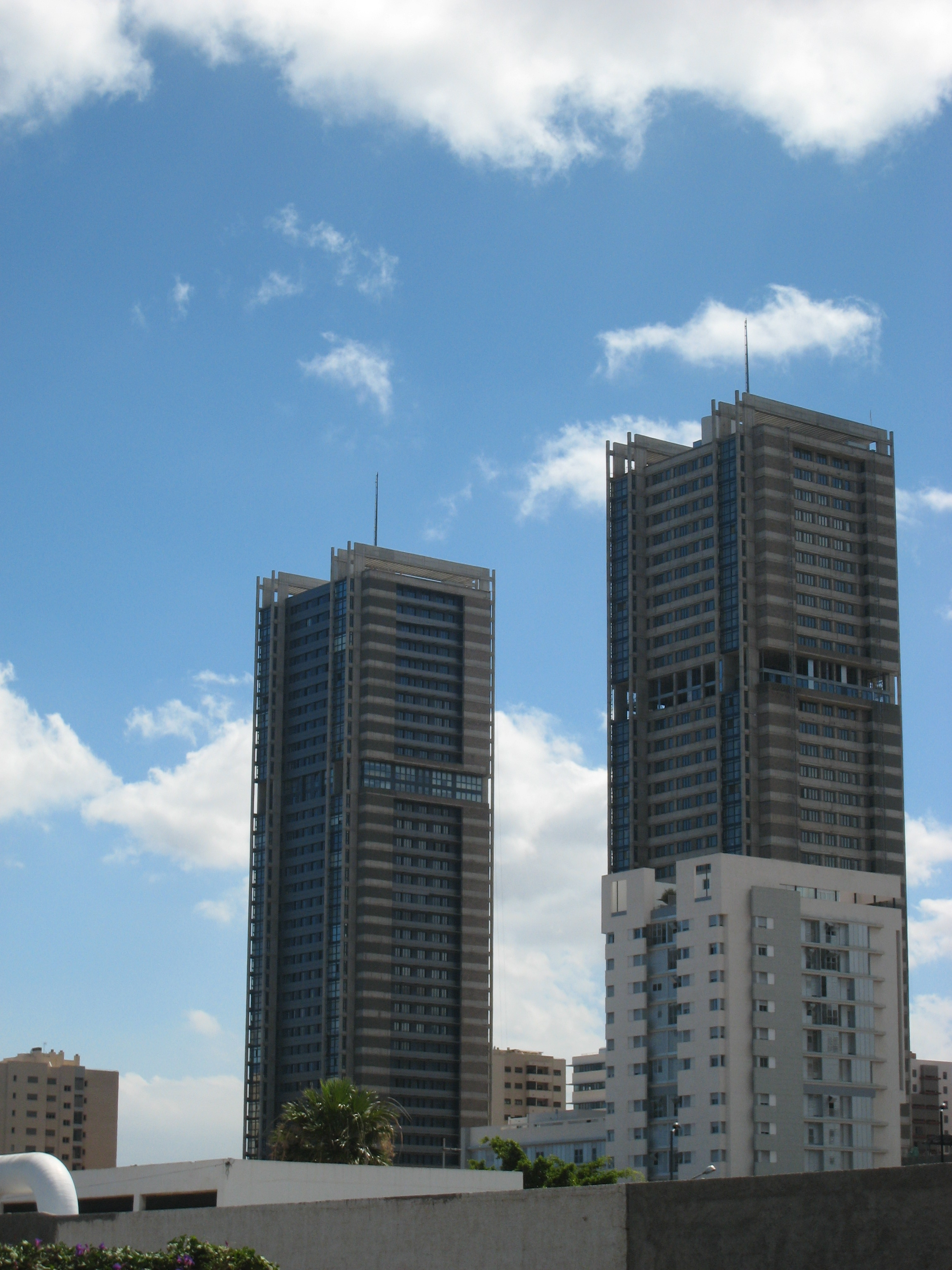
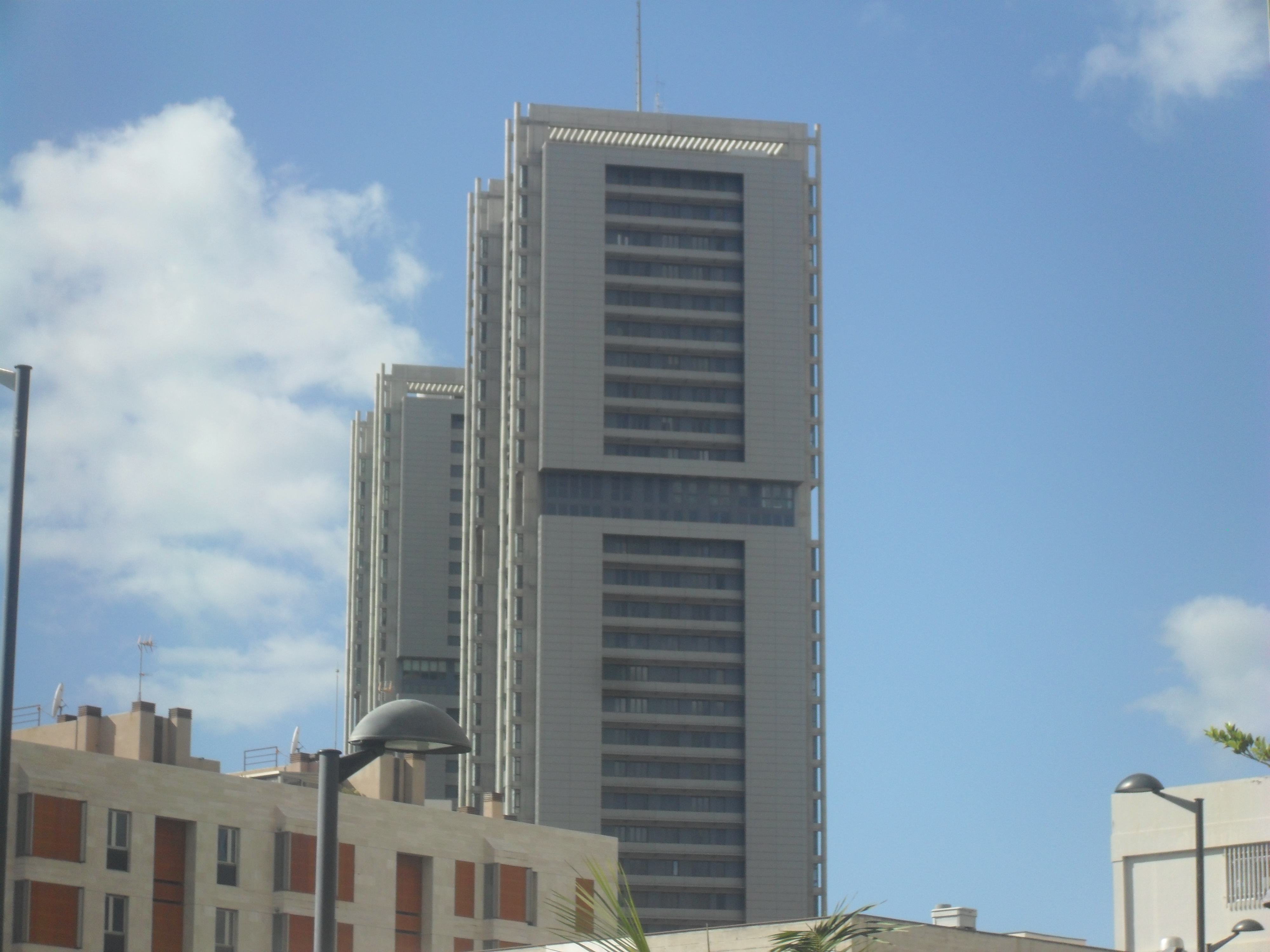
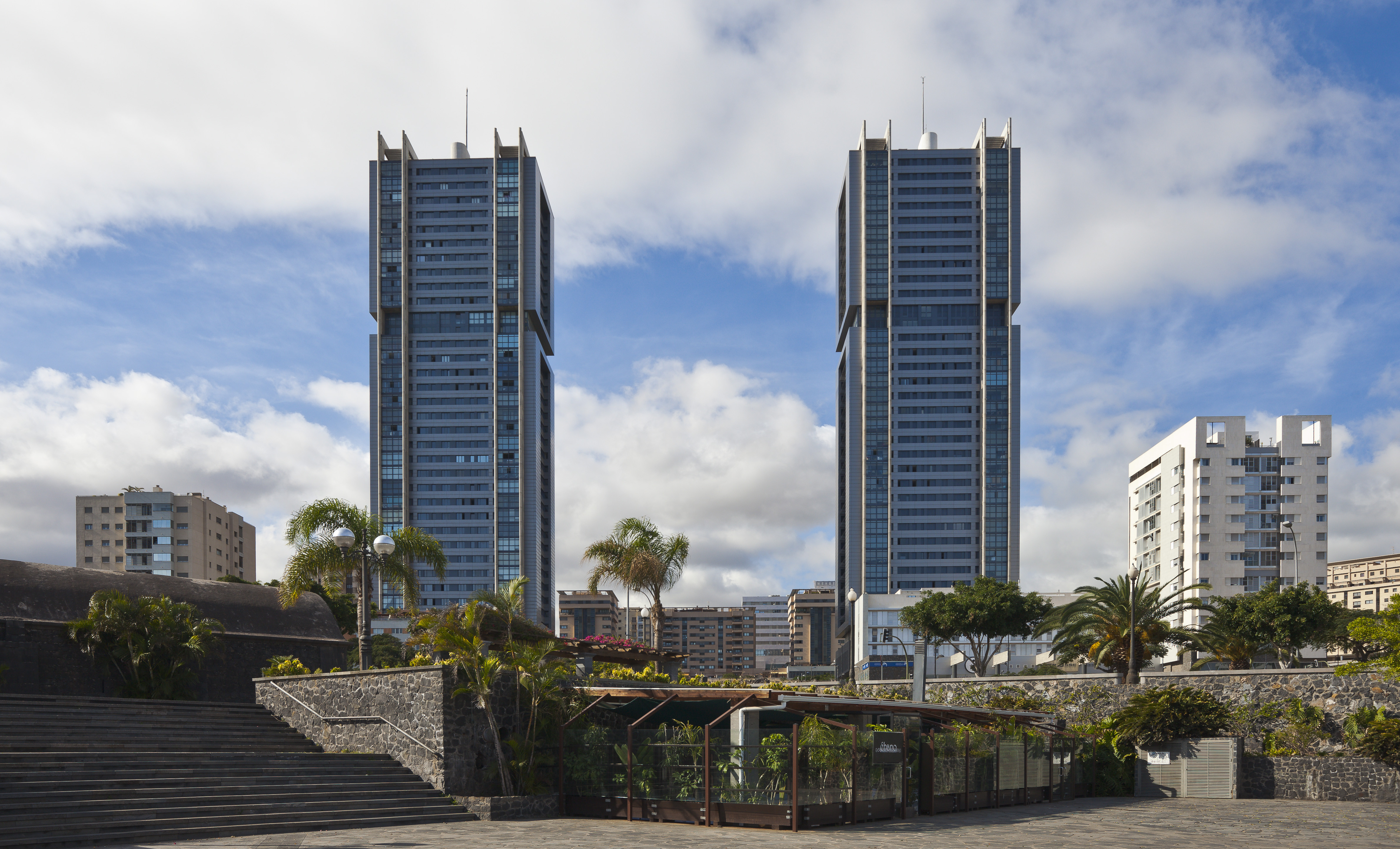